# 48-я армия (СССР)
48-я а́рмия (48 А) — оперативное войсковое объединение (общевойсковая армия) в составе Вооружённых Сил СССР во время Великой Отечественной войны. Имела два формирования

## 1-е формирование
Управление 48-й армии 1-го формирования сформировано 7 августа 1941 года по директиве Ставки ГК от 4 августа 1941 года на базе управления 16-го стрелкового корпуса и Новгородской армейской оперативной группы, в составе Северо-Западного фронта
В составе действующей армии с 7 августа 1941 года по 20 сентября 1941 года
Части армии в момент её формирования занимали позиции проходящие от излучины реки Луги на правом фланге, по рекам Мшага, Шелонь, на подступах к Шимску и на левом фланге несколько западнее озера Ильмень. Насчитывала около 10 тысяч человек личного состава. Планировалось участие войск армии в контрударе под Старой Руссой, однако немецкие войска опередили, и 10 августа 1941 года сами нанесли удар в полосе армии. Силы 11-й пехотной дивизии и 21-й пехотной дивизии, поддержанные мощными ударами пикировщиков VIII авиационного корпуса быстро прорвали непрочную оборону армии (в некоторых местах, например на участке 1-й горнострелковой бригады для принуждения к отходу оказалось достаточно авиации). 11 августа 1941 года немецкие войска заняли Шимск и начали наступление на Новгород. 48-я армия до 12 августа 1941 года ведёт бои в глубине своей обороны, но уже 13 августа 1941 года организованное сопротивление прекратилось, и армия начала отход частью к на восток к Новгороду, частью на север к Батецкой и затем под давлением немецких войск — к Чудово.
13-15 августа 1941 года командование советскими войсками пыталось организовать и осуществить силами 70-й, 237-й и 1-й дивизии народного ополчения контрудар с рубежа реки Луги (южнее Батецкой) во фланг войскам противника, наступавшим на Новгород, однако эти меры результатов не принесли: противник вскрывал намерения советского командования ещё на стадии сосредоточения и наносил удары по и так достаточно ослабленным и деморализованным войскам армии. К двадцатым числам августа армии фактически, как единого войскового объединения, уже не существовало. Часть войск армии вела бои в районе Новгорода, часть пыталась организовать оборону и закрепиться в районе Чудово, после безуспешных попыток отстоять город, с боями отступала в направлениях Любань — Кириши, и затем к началу сентября 1941 года от Мги к Шлиссельбургу. Ещё одна часть попала в Лужский котёл и выходила из него в район Пушкину.
20 августа 1941 года армия вошла в состав Северного фронта, 23 августа 1941 года армия — в состав Ленинградского фронта.

Брошенная на Ленинград немецкая лавина техники и солдат подминала под себя, обескровленные части Красной армии. Разбив и частично окружив наши дивизии на Лужском оборонительном рубеже 28 августа 1941 года немцам удаётся прорваться по Московскому шоссе через боевые порядки 70-й стрелковой дивизии и захватить Тосно. В книге Л. Г. Виницкого «Бойцы особого фронта: Записки офицера разведки» на основе личных воспоминаниях автора и архивных документов используемых им, описываются действия разведки Ленинградского фронта в период отступления наших частей. Так в книге цитируется радиограмма от начальника разведки 48-й армии: « Противник захватил Сологубовку и к 14 часам находился в 8 километрах южнее Мги. Небольшие отряды продвинулись к Воронову. Войска 48-й армии — 128-я стрелковая дивизия и 21-я танковая дивизия — продолжали отход на северо-восток к Погостью, а 311-я стрелковая дивизия — на Посадников Остров и Кириши. Путь на Мгу оказался открытым…».  Это были первые отступающие части проходящие через населённые пункты в этих местах.— Материалы из Книги Памяти. Погостье.
14 сентября 1941 года управление армии было расформировано, а остававшиеся в распоряжении штаба армии в районе восточнее Шлиссельбурга, остатки войск были переданы в 54-ю армию.

### Командование

#### Командующие армией
- генерал-лейтенант Акимов, Степан Дмитриевич (с 04.08.1941 по 31.08.1941);
- генерал-лейтенант Антонюк, Максим Антонович (с 01.09.1941 по 12.09.1941);

#### Начальники штаба армии
- генерал-майор Гусев, Дмитрий Николаевич (с 04.08.1941 по 23.08.1941);
- полковник Орлов С. В. (с 23.08.1941 по 12.09.1941)

#### Члены Военного совета
- дивизионный комиссар Куликов, Пётр Николаевич (с 04.08.1941 по 01.09.1941);

### Боевой состав
В различное время в состав армии входили:
| Стрелковые соединения и части | Стрелковые соединения и части | Стрелковые соединения и части | Стрелковые соединения и части    |
| Корпуса                       | Дивизии                       | Бригады                       | Иные части                       |
| ----------------------------- | ----------------------------- | ----------------------------- | -------------------------------- |
| не имелось                    | 128, 311,                     | 1 горнострелковая             | 170-й отдельный курсантский полк |

| Артиллерийские полки                         | Артиллерийские полки | Артиллерийские полки | Артиллерийские полки | Артиллерийские полки | Артиллерийские полки |  |
| Пушечные (в том числе армейские и корпусные) | Гаубичные            | Противотанковые      | Миномётные           | Миномётные РС        | Зенитные             |  |
| -------------------------------------------- | -------------------- | -------------------- | -------------------- | -------------------- | -------------------- |  |
| не имелось                                   | 541                  | не имелось           | не имелось           | не имелось           | не имелось           |  |

| Танковые, механизированные, самоходно-артиллерийские соединения и части | Танковые, механизированные, самоходно-артиллерийские соединения и части | Танковые, механизированные, самоходно-артиллерийские соединения и части | Танковые, механизированные, самоходно-артиллерийские соединения и части | Танковые, механизированные, самоходно-артиллерийские соединения и части |  |
| Дивизии                                                                 | Бригады                                                                 | Полки                                                                   | Батальоны                                                               | Иные отдельные части                                                    |  |
| ----------------------------------------------------------------------- | ----------------------------------------------------------------------- | ----------------------------------------------------------------------- | ----------------------------------------------------------------------- | ----------------------------------------------------------------------- |  |
| 21-я танковая дивизия                                                   | не имелось                                                              | не имелось                                                              | не имелось                                                              | не имелось                                                              |  |

| Инженерные, сапёрные, понтонно-мостовые и огнемётные части | Инженерные, сапёрные, понтонно-мостовые и огнемётные части | Инженерные, сапёрные, понтонно-мостовые и огнемётные части | Инженерные, сапёрные, понтонно-мостовые и огнемётные части | Инженерные, сапёрные, понтонно-мостовые и огнемётные части |  |
| Бригады                                                    | Инженерные батальоны                                       | Сапёрные батальоны                                         | Понтонно-мостовые батальоны                                | Огнемётные части                                           |  |
| ---------------------------------------------------------- | ---------------------------------------------------------- | ---------------------------------------------------------- | ---------------------------------------------------------- | ---------------------------------------------------------- |  |
| не имелось                                                 | 109                                                        | 12                                                         | 42                                                         | не имелось                                                 |  |

- Заградительную службу по охране тыла 48-й армии нёс 9-й погранотряд ПВ НКВД.

### Помесячный боевой состав армии
| Помесячный боевой состав армии   | Помесячный боевой состав армии                        | Помесячный боевой состав армии         | Помесячный боевой состав армии         | Помесячный боевой состав армии | Помесячный боевой состав армии | Помесячный боевой состав армии |
| Дата (в составе фронта)          | Стрелковые и кавалерийские соединения                 | Артиллерийские и миномётные соединения | Танковые и механизированные соединения | Авиация                        | Инженерные и сапёрные части    | Огнемётные части               |
| -------------------------------- | ----------------------------------------------------- | -------------------------------------- | -------------------------------------- | ------------------------------ | ------------------------------ | ------------------------------ |
| 01.09.1941 (Ленинградский фронт) | 128, 311 сд, 1 гсбр, 170-й отдельный курсантский полк | 541 гап                                | 21 тд                                  | -                              | 109 миб, 42 пмб, 12 осб        | -                              |

## 2-е формирование
Управление 48-й армии 2-го формирования сформировано 20 апреля 1942 года на базе управления 28-го механизированного корпуса в составе Брянского фронта В неё вошли 1-я гвардейская стрелковая дивизия, миномётный полк и отдельный инженерный батальон. На 1 июня в своём составе имела 6-ю гвардейскую, 8, 211 и 280-ю стрелковые дивизии, 118-ю и 122-ю стрелковые, 80-ю и 202-ю танковые бригады, артиллерийские и инженерные части и 879-й лёгкий бомбардировочный полк. Войска армии заняли оборону по р. Коробка западнее г. Новосиль. В конце июня-июле 1942 г. они вели тяжёлые оборонительные бои на елецком направлении, в ходе которых отошли на рубеж Большой Малиновец, Залегощь (55 км восточнее г. Орёл), Сетенева, Светитский (30 км западнее г. Ливны) и прочно удерживали его до февраля 1943 г. В феврале 48-я армия перешла в наступление в направлении Малоархангельска; к 23 февраля вышла на рубеж юго-западнее Новосиль, севернее Малоархангельска.
С 13 марта переподчинена Центральному фронту 2-го формирования, в составе которого летом и осенью 1943 г. участвовала в сражении на северном фасе Курской дуги, затем в Орловской стратегической наступательной операции «Кутузов», освобождении Левобережной Украины (Черниговско-Припятская операция) и юго-западной части Брянской области. Продолжая развивать наступление на гомельском направлении, войска 48-й армии во взаимодействии с 65-й и 61-й армиями к 10 октября полностью очистили от противника левый берег р. Сож и форсировали её южнее Гомеля, завязали бои за город. С 20 октября 1943 г. входила в состав войск Белорусского (с 24 февраля 1944 г. 1-го Белорусского) фронта и до конца первой декады ноября вела бои за расширение и удержание плацдарма на правом берегу р. Сож. С 19 ноября участвовала в Гомельско-Речицкой наступательной операции. В начале 1944 г. армия проводила частную операцию на Бобруйском направлении, в ходе которой улучшила своё положение.
С 5 апреля переподчинена Белорусскому фронту (2-го формирования), 16 апреля вошла в состав 1-го Белорусского фронта (2-го формирования). Успешно действовала армия в ходе проведения Белорусской стратегической операции. Наступая на Бобруйском направлении, овладела г. Жлобин (26 июня), затем во взаимодействии с 65-й армией разгромила группировку противника, окружённую в районе Бобруйска, и 29 июня освободила этот город. Продолжая наступление на Барановичско-Брестском направлении, 48-я армия во взаимодействии с 65-й и 28-й армиями в ходе трёхдневных боёв разгромила группировку противника в районе г. Барановичи и к концу июля вышла в район южнее Суража. Затем, в августе 1944 года армия прошла с боями около 150 км. В конце августа — начале сентября армия во время Ломжа-Ружанской наступательной операции к 4 сентября вышла на реку Нарев на рубеже Ружаны, Пултуск и первой форсировала её, создав Ружанский плацдарм. С 21 сентября 1944 г. включена во 2-й Белорусский фронт.
В 1945 г. 48-я армия в составе войск 2-го Белорусского, с 11 февраля 3-го Белорусского фронтов участвовала в Восточно-Прусской стратегической операции, в ходе которой её соединения 25 марта вышли к заливу Фришес-Хафф (Висленский), где перешли к обороне. С 1 по 5 мая вела наступательные действия на Балтийском побережье.
После Победы армия первое время оставалась на территории Польши (управление в г. Эльблонг), выполняя в том числе и задачи по очистке территории от бандформирований. В сентябре 1945 г. 48-я армия расформирована, её полевое управление обращено на формирование управления Казанского военного округа.

### Состав армии на 1 мая 1945 года
Стрелковые части:
- 29-й стрелковый корпус
  - 73-я стрелковая дивизия
  - 102-я стрелковая дивизия
  - 217-я стрелковая дивизия
- 42-й стрелковый корпус
  - 137-я стрелковая дивизия
  - 170-я стрелковая дивизия
  - 399-я стрелковая дивизия
- 53-й стрелковый корпус
  - 17-я стрелковая дивизия
  - 96-я стрелковая дивизия
  - 194-я стрелковая дивизия

Части артиллерии:
- 3-я гвардейская артиллерийская дивизия прорыва
  - 7-я гвардейская лёгкая артиллерийская бригада
  - 22-я гвардейская пушечная артиллерийская бригада
  - 8-я гвардейская гаубичная артиллерийская бригада
- 68-я пушечная артиллерийская бригада
- 392-й корпусной артиллерийский полк
- 570-й корпусной артиллерийский полк
- 2-й пушечный артиллерийский полк особой мощности
- 220-й гвардейский истребительно-противотанковый артиллерийский полк
- 479-й миномётный полк
- 6-й гвардейский миномётный полк реактивной артиллерии
- 66-я зенитная артиллерийская дивизия
  - 1981-й зенитный артиллерийский полк
  - 1985-й зенитный артиллерийский полк
  - 1989-й зенитный артиллерийский полк
  - 1993-й зенитный артиллерийский полк
- 1461-й зенитный артиллерийский полк

Бронетанковые и механизированные войска:
- 4-я штурмовая инженерно-сапёрная бригада
  - 253-й инженерный танковый полк
  - 513-й огнемётный танковый полк
- 881-й самоходный артиллерийский полк
- 1199-й самоходный артиллерийский полк
- 1902-й самоходный артиллерийский полк
- 271-й отдельный моторизованный батальон особого назначения

Инженерные войска:
- 4-я штурмовая инженерно-сапёрная бригада
- 57-я инженерно-сапёрная бригада
- 8-я понтонно-мостовая бригада

Огнемётные части:
- 33-й отдельный огнемётный батальон
- 142-я отдельная рота ранцевых огнемётов

Войска связи:
- 102-й отдельный ордена Александра Невского[9] полк связи[10]

### Командование

#### Командующие армией
- генерал-майор Самохин, Александр Георгиевич назначен командующим армии в апреле 1942 года, самолёт перевозивший Самохина к месту службы, по ошибке сел в расположение немецких подразделений, Самохин попал в плен;
- генерал-майор Халюзин, Григорий Алексеевич (с 03.05.1942 по 11.02.1943);
- генерал-лейтенант Романенко, Прокофий Логвинович (с 12.02.1943 по 15.12.1944);
- генерал-лейтенант, с 05.05.1945 генерал-полковник Гусев, Николай Иванович (с 15.12.1944 по 09.07.1945);

#### Начальники штаба армии
- генерал-майор Бирюзов, Сергей Семёнович (с 03.05.1942 по 04.12.1942);
- генерал-майор Бобков, Михаил Владимирович (с 04.12.1942 по 26.11.1943);
- генерал-майор Глебов, Иван Семёнович (с 26.11.1943 по 09.07.1945);

#### Члены Военного совета
- бригадный комиссар Крайнов, Павел Иванович (с 03.05.1942 по 19.05.1942);
- бригадный комиссар, с 06.12.1942 генерал-майор Истомин, Николай Александрович (с 19.05.1942 по 09.05.1945);

#### Командующие артиллерией армии
- генерал-лейтенант Тимотиевич, Иван Иванович (с 13.09.1944 по __.09.1945);

### Боевой состав
В различное время в состав армии входили:
| Стрелковые соединения и части | Стрелковые соединения и части | Стрелковые соединения и части      | Стрелковые соединения и части |
| Корпуса                       | Дивизии | Бригады                            | Иные части                    |
| ----------------------------- | --- | ---------------------------------- | ----------------------------- |
| 25, 29, 42, 53                | 2, 6 гвардейские стрелковые, 4, 8, 16, 17, 41, 73, 81, 96, 102, 137, 143, 149, 170, 175, 194, 197, 202, 211, 217, 246, 273, 280, 307, 399 стрелковые, 55 кавалерийская | 118, 122, 135 стрелковые, 9 лыжная | 152, 161 укреплённые районы   |

| Артиллерийские корпуса, дивизии и бригады | Артиллерийские корпуса, дивизии и бригады                                                                                    | Артиллерийские корпуса, дивизии и бригады                     | Артиллерийские корпуса, дивизии и бригады                             | Артиллерийские корпуса, дивизии и бригады                    | Артиллерийские корпуса, дивизии и бригады | Артиллерийские корпуса, дивизии и бригады |  |
| Корпуса                                   | Дивизии | Лёгкие и противотанковые бригады                              | Гаубичные бригады                                                     | Пушечные бригады                                             | Миномётные бригады                        | Миномётные РС бригады                     |  |
| ----------------------------------------- | --- | ------------------------------------------------------------- | --------------------------------------------------------------------- | ------------------------------------------------------------ | ----------------------------------------- | ----------------------------------------- |  |
| 8-й артиллерийский корпус прорыва         | 5 гвардейская миномётная, 2 гвардейская зенитная, 12, 15, 22 артиллерийские, 13, 16, 25, 31, 65, 66 зенитные артиллерийские. | 3, 4, 7 гвардейские, 1, 2, 4, 5, 13, 13, 15, 20, 27, 46, 206, | 8, 31 гвардейские, 32, 35, 44, 63, 85 гаубичные, 106 большой мощности | 22 гвардейская пушечная, 2, 3 корпусные, 41, 59, 68 пушечные | 35 гвардейская, 11, 18, 19, 21            | 5, 22, 23,                                |  |

| Артиллерийские полки                                                                       | Артиллерийские полки        | Артиллерийские полки                 | Артиллерийские полки         | Артиллерийские полки        | Артиллерийские полки |  |
| Пушечные (в том числе армейские и корпусные)                                               | Гаубичные                   | Противотанковые                      | Миномётные                   | Миномётные РС               | Зенитные |  |
| ------------------------------------------------------------------------------------------ | --------------------------- | ------------------------------------ | ---------------------------- | --------------------------- | --- |  |
| 41 гвардейский, 2 особой мощности, 376, 392, 557, 570, 753, 876, 1099, 1168 артиллерийские | 16 гвардейский, 49,376, 876 | 220 гвардейский, 502, 543, 569, 1179 | 124, 131, 286, 478, 479, 544 | 6, 43, 48, 77, 84, 301, 324 | 302, 303, 304, 306 гвардейские, 461, 728, 1065, 1067, 1173, 1175, 1218, 1283, 1285, 1286, 1356, 1362, 1368, 1376, 1380, 1381, 1384, 1385, 1386, 1388, 1389, 1392, 1393 |  |

| Артиллерийские дивизионы и иные части | Артиллерийские дивизионы и иные части | Артиллерийские дивизионы и иные части | Артиллерийские дивизионы и иные части | Артиллерийские дивизионы и иные части | Артиллерийские дивизионы и иные части |  |
| Тяжёлые и большой мощности            | Противотанковые                       | Миномётные                            | Миномётные РС                         | Зенитные                              | Иные                                  |  |
| ------------------------------------- | ------------------------------------- | ------------------------------------- | ------------------------------------- | ------------------------------------- | ------------------------------------- |  |
|                                       |                                       |                                       | 49                                    | 386, 576, 615,                        | 293, 551 зенитно-пулемётные роты      |  |

| Танковые, механизированные, самоходно-артиллерийские соединения и части | Танковые, механизированные, самоходно-артиллерийские соединения и части | Танковые, механизированные, самоходно-артиллерийские соединения и части | Танковые, механизированные, самоходно-артиллерийские соединения и части                  | Танковые, механизированные, самоходно-артиллерийские соединения и части |  |
| Корпуса                                                                 | Бригады                                                                 | Полки | Батальоны                                                                                | Иные отдельные части                                                    |  |
| ----------------------------------------------------------------------- | ----------------------------------------------------------------------- | --- | ---------------------------------------------------------------------------------------- | ----------------------------------------------------------------------- |  |
|                                                                         | 23, 29 гвардейские, 80, 202,                                            | 28, 30, 79 гвардейские танковые, 341, 342, 365 гвардейские самоходно-артиллерийские, 42, 43, 45, 193, 229, 231 танковые, 253 инженерно-танковый, 513 огнемётно-танковый, 713, 722, 881, 1199, 1444, 1454, 1455, 1540, 1890, 1897, 1902 самоходно-артиллерийские | 45 аэросанный, 271-й отдельный моторизованный батальон особого назначения моторизованный | 37, 39, 54, 62 дивизионы бронепоездов                                   |  |

| Военно-воздушные силы | Военно-воздушные силы | Военно-воздушные силы | Военно-воздушные силы | Военно-воздушные силы |  |
| Корпуса               | Дивизии               | Бригады               | Полки                 | Иные отдельные части  |  |
| --------------------- | --------------------- | --------------------- | --------------------- | --------------------- |  |
| не имелось            | не имелось            | не имелось            | 879 бомбардировочный  | не имелось            |  |

| Инженерные, сапёрные, понтонно-мостовые и огнемётные части                                                             | Инженерные, сапёрные, понтонно-мостовые и огнемётные части                   | Инженерные, сапёрные, понтонно-мостовые и огнемётные части | Инженерные, сапёрные, понтонно-мостовые и огнемётные части | Инженерные, сапёрные, понтонно-мостовые и огнемётные части |  |
| Бригады | Инженерные батальоны                                                         | Сапёрные батальоны                                         | Понтонно-мостовые батальоны                                | Огнемётные части                                           |  |
| --- | ---------------------------------------------------------------------------- | ---------------------------------------------------------- | ---------------------------------------------------------- | ---------------------------------------------------------- |  |
| 1 гвардейская штурмовая инженерно-сапёрная, 4 штурмовая инженерно-сапёрная, 57 инженерно-сапёрная, 8 понтонно-мостовая | 277, 313, 314, 513, 741, 1382 инженерные, 740, 1423, 1444 инженерно-сапёрные | 131                                                        | 49, 50, 53, 63, 89, 104, 131,                              | 19, 33, 34 батальоны, 142 рота                             |  |

### Помесячный боевой состав армии
| Помесячный боевой состав армии     | Помесячный боевой состав армии                                                                                        | Помесячный боевой состав армии | Помесячный боевой состав армии                                                     | Помесячный боевой состав армии | Помесячный боевой состав армии    | Помесячный боевой состав армии |
| Дата (в составе фронта)            | Стрелковые и кавалерийские соединения                                                                                 | Артиллерийские и миномётные соединения | Танковые и механизированные соединения                                             | Авиация                        | Инженерные и сапёрные части       | Огнемётные части               |
| ---------------------------------- | --- | --- | ---------------------------------------------------------------------------------- | ------------------------------ | --------------------------------- | ------------------------------ |
| 01.05.1942 (Брянский фронт)        | 1 гв. сд | 124 минп | -                                                                                  | -                              | 513 оиб                           | -                              |
| 01.06.1942 (Брянский фронт)        | 6 гв., 8, 211, 280 сд, 118, 122 сб                                                                                    | 1753 аап, 376 гап, 543, 569 лап, 124, 131 минп, 48 гв. мп, 386, 576 озадн | 80, 202 тбр, 37, 54 одн бронепоездов                                               | 879 лбап                       | 1428, 1444 оминсб                 | -                              |
| 01.07.1942 (Брянский фронт)        | 6 гв., 8, 211, 280 сд, 118, 122 сбр, 55 кд                                                                            | 376 гап, 753 аап, 543, 569 лап, 124, 131 минп, 48 гв. мп, 1285, 1286 зенап, 386 озадн | 80, 202 тбр, 37, 54 одн бронепоездов                                               | 879 сап                        | 1428, 1444 оминсб                 | -                              |
| 01.08.1942 (Брянский фронт)        | 6 гв., 211, 280 сд, 118, 122 сбр                                                                                      | 376 гап, 753 аап, 543, 569 иптап, 124, 131 минп, 48 гв. мп, 1285, 1286 зенап, 386 озадн | 202 тбр, 37, 54 одн бронепоездов                                                   | -                              | 1428, 1444 оминсб                 | -                              |
| 01.09.1942 (Брянский фронт)        | 6 гв., 211, 280 сд, 118, 122, 135 сбр                                                                                 | 376, 876 пап, 753 аап, 543, 569 иптап, 124, 131 минп, 48 гв. мп, 1285 зенап | 202 тбр, 37, 54 одн бронепоездов                                                   | -                              | 1382 оиб, 1428, 1444 оминсб       | -                              |
| 01.10.1942 (Брянский фронт)        | 6 гв., 211, 280 сд, 118, 122, 135 сбр                                                                                 | 753 аап, 876 гап, 543 иптап, 124, 131 минп, 1285 зенап | 202 тбр, 37, 45 одн бронепоездов                                                   | -                              | 313, 314 оиб, 740 оминсб          | -                              |
| 01.11.1942 (Брянский фронт)        | 6 гв., 41, 73, 81, 211, 280 сд                                                                                        | 753 аап, 876 гап, 543 иптап, 124, 131 минп, 1285 зенап | 202 тбр, 37, 45 одн бронепоездов                                                   | -                              | 313 оиб, 740 оминсб               | -                              |
| 01.12.1942 (Брянский фронт)        | 6 гв., 41, 73, 81, 211, 280 сд                                                                                        | 543 иптап, 124, 131 минп, 301 гв. мп | 202 тбр, 37, 45 одн бронепоездов                                                   | -                              | 313 оиб, 740 оминсб               | -                              |
| 01.01.1943 (Брянский фронт)        | 6 гв., 41, 73, 81, 211, 280 сд                                                                                        | 543 иптап, 124 минп (1 минбр), 131 аминп, 478, 479 минп, 49 д-н (65 гв. мп) | 202 тбр, 193 отп, 37, 54 одн брп                                                   | -                              | 313 оиб, 740 оминсб               | -                              |
| 01.02.1943 (Брянский фронт)        | 41, 73, 143, 399 сд                                                                                                   | 478 минп | 37, 54 одн брп                                                                     | -                              | 53 пмб, 131 осб, 313 оиб          | -                              |
| 01.03.1943 (Брянский фронт)        | 6 гв., 16, 73, 137, 143, 399 сд, 9 лыжбр                                                                              | 12 ад (46 лабр, 41 пабр, 32 габр, 11 минбр), 543 иптап, 131 аминп, 478, 479 минп, 16 зенад (728, 1283, 1285, 1286 зенап) | 28, 30 гв., 42, 43, 193 отп, 45 оаэсб, 37, 54 одн брп                              |                                | 49, 131 пмб, 131 осб, 313 оиб     | -                              |
| 01.04.1943 (Центральный фронт)     | 16, 73, 137, 143, 399 сд                                                                                              | 12 ад (46 лабр, 41 пабр, 32 габр, 11 минбр), 131 аминп, 479 минп, 5 гв. мдн (22, 23 гв. мбр, 324 гв. мп), 16 зенад (728, 1283, 1285, 1286 зенап), 615 озадн                                                                                  | 20 и 30 гв., 42, 43, 193 отп, 37, 54 одн брп                                       | -                              | 313 оиб                           | -                              |
| 01.05.1943 (Центральный фронт)     | 16, 73, 137, 143, 399 сд                                                                                              | 112 ад (46 лабр, 41 пабр, 32 габр, 11 минбр), 5 гв. мд (22, 23 гв. мбр), 131 минп (21 минбр), 479 минп, 16 зенад (1283, 1285, 1286 зенап), 615 озадн                                                                                         | 30 гв., 43, 193 отп, 37 одн брп                                                    | -                              | 313 оиб                           | -                              |
| 01.06.1943 (Центральный фронт)     | 16, 73, 137, 143, 202, 399 сд                                                                                         | 1168 пап, 502 иптап, 479 минп, 16 зенад (728, 1283, 1285, 1286 зенап), 461 зенап, 615 озадн | 193 отп, 37 одн брп                                                                | -                              | 313 оиб                           | -                              |
| 01.07.1943 (Центральный фронт)     | 42 ск (16, 202, 399 сд), 73, 137, 143, 170 сд                                                                         | 1168 пап, 2 иптабр, 220 гв. иптап, 479 минп, 16 зенад (728, 1283, 1285, 1286 зенап), 461 зенап, 615 озадн | 45, 193, 229 отп, 1454, 1455 сап (9 тк), 1540 сап, 37 одн брп                      | -                              | 313 оиб                           | -                              |
| 01.08.1943 (Центральный фронт)     | 42 ск (16, 399 сд), 73, 137, 170 сд                                                                                   | 1168 пап, 2 иптабр, 220 гв. иптап, 21 минбр, 479 минп, 461 зенап, 615 озадн | 45, 193 отп, 37 одн брп                                                            | -                              | 313, 741 оиб                      | -                              |
| 01.09.1943 (Центральный фронт)     | 42 ск (307, 399 сд), 73, 102, 137, 170, 175, 194 сд                                                                   | 1168 пап, 1, 2, 20 иптабр, 220 гв.иптап, 35 гв. минбр, 479 минп, 25 зенад (1067, 1356, 1362, 1368 зенап), 461 зенап | 193 отп                                                                            | -                              | 313 оиб                           | -                              |
| 01.10.1943 (Центральный фронт)     | 42 ск (73, 307, 399 сд), 102, 137, 170, 175, 194 сд                                                                   | 1168 пап, 20 иптабр, 220 гв. иптап, 35 гв. минбр, 479 минп, 461 зенап | 193 отп                                                                            | -                              | 313 оиб                           | -                              |
| 01.11.1943 (Белорусский фронт)     | 42 ск (73, 170, 307, 399 сд), 102, 137, 175, 194 сд                                                                   | 1168 пап, 20 иптабр, 220 гв. иптап, 35 гв. минбр, 479 минп, 84 гв. мп, 461 зенап | 193 отп                                                                            | -                              | 313 оиб, 50, 131 пмб              | -                              |
| 01.12.1943 (Белорусский фронт)     | 29 ск (73, 102, 175 сд), 42 ск (170, 194, 399 сд), 137, 149, 246, 307 сд                                              | 68 пабр, 1168 пап, 4 гв., 20 иптабр, 220 гв. иптап, 35 гв. минбр, 479 минп, 84 гв. мп, 2 гв. зенад (302, 303, 304 и 306 гв. зенап), 461 зенап                                                                                                | 193 отп                                                                            | -                              | 313 оиб, 63 пмб                   | -                              |
| 01.01.1944 (Белорусский фронт)     | 25 ск (4, 197, 273 сд), 29 ск (102, 137, 307 сд), 42 ск (170, 194, 399 сд), 73, 175, 217 сд                           | 1168 пап, 3 гв. иптабр, 220 гв., 1179 иптап, 479 минп, 84 гв. мп, 31 зенад (1376, 1380, 1386, 1392 зенап), 461 зенап | 42, 231 отп, 1897 сап                                                              | -                              | 277, 313 оиб                      | 142 орро                       |
| 01.02.1944 (Белорусский фронт)     | 25 ск (102, 197, 273 сд), 29 ск (73, 307 сд), 42 ск (137, 399 сд), 53 ск (17, 41, 96 сд), 4, 170, 194, 217 сд, 161 УР | 1168 пап, 3 гв. иптабр, 220 гв., 1179 иптап, 479 минп, 31 зенад (1376, 1380, 1386, 1392 зенап), 461 зенап | 42, 231 отп, 1444, 1897 сап                                                        | -                              | 277, 313 оиб                      | 142 орро                       |
| 01.03.1944 (1-й Белорусский фронт) | 25 ск (4, 194, 307 сд), 29 ск (73, 217 сд), 42 ск (137, 170, 399 сд), 53 ск (17, 41, 96, 273 сд), 102, 197 сд, 161 УР | 22 ад (13 лабр, 59 пабр, 63 габр), 44 пабр, 1168 пап, 3 гв. иптабр, 220 гв., 1179 иптап, 35 гв. минбр, 31 зенад (1376, 1380, 1386, 1392 зенап), 461 зенап                                                                                    | 42, 231 отп, 1897 сап, 39 одн брп                                                  | -                              | 277, 313 оиб                      | 142 орро                       |
| 01.04.1944 (1-й Белорусский фронт) | 29 ск (73, 102, 217 сд), 53 ск (17, 96 сд), 194 сд                                                                    | 1168 пап, 220 гв. иптап, 479 минп, 31 зенад (1376, 1380, 1386, 1392 зенап), 461 зенап | 231 отп, 1897 сап, 39 одн брп                                                      | -                              | 277, 313 оиб                      | 19 ооб, 142 орро               |
| 01.05.1944 (1-й Белорусский фронт) | 29 ск (73, 102, 217 сд), 53 ск (17, 96 сд), 194 сд                                                                    | 1168 пап, 220 гв. иптап, 479 минп, 31 зенад (1376, 1380, 1386, 1392 зенап), 461 зенап | 231 отп, 1897 сап, 39 одн брп                                                      | -                              | 313 оиб                           | 19 ооб, 142 орро               |
| 01.06.1944 (1-й Белорусский фронт) | 29 ск (73, 102, 217 сд), 53 ск (17, 96 сд), 194 сд                                                                    | 68 пабр, 220 гв. иптап, 479 минп, 31 зенад (1376, 1380, 1386, 1392 зенап), 461 зенап | 231 отп, 713, 1897 сап, 39 одн брп                                                 | -                              | 57 исбр                           | 142 орро                       |
| 01.07.1944 (1-й Белорусский фронт) | 29 ск (102, 217 сд), 42 ск (137, 170, 399 сд), 53 ск (17, 73, 96 сд), 194 сд                                          | 122 ад (13 лабр, 59 пабр, 63 габр), 68 пабр, 220 гв. иптап, 479 минп, 13 зенад (1065, 1173, 1175, 1218 зенап), 461 зенап | 42, 231 отп, 341 гв. тсап, 713, 1890, 1897 сап, 39 одн брп                         | -                              | 57 исбр, 104 пмб                  | 142 орро                       |
| 01.08.1944 (1-й Белорусский фронт) | 29 ск (73, 102, 217 сд), 42 ск (137, 170, 399 сд), 53 ск (17, 96 сд), 194 сд                                          | 68 пабр, 220 гв. иптап, 479 минп, 13 зенад (1065, 1173, 1175, 1218 зенап), 461 зенап | 42 отп, 341 гв. тсап, 713, 1890, 1897 сап, 39 одн брп                              | -                              | 57 исбр                           | 142 орро                       |
| 01.09.1944 (1-й Белорусский фронт) | 29 ск (73, 102, 217 сд), 42 ск (137, 194, 399 сд), 53 ск (17, 96 сд), 170 сд                                          | 3 кабр, 68 пабр, 220 гв.иптап, 479 минп, 461 зенап, 293, 551 зенпулр | 42 отп, 341 гв. тсап, 713, 881, 1897 сап, 39 одн брп                               | -                              | 57 исбр                           | 142 орро                       |
| 01.10.1944 (2-й Белорусский фронт) | 29 ск (73, 102, 217 сд), 42 ск (137, 170, 399 сд), 53 ск (17, 96 сд), 194 сд                                          | 8 акп: 15 адп (35 габр, 31 гв., 85 тгабр, 106 габр БМ, 18 минбр), 68 пабр, 41 гв., 1099 кпап, 16 гв., 49 гап, 13, 15 иптабр, 220 гв. иптап, 6, 43 и 84 гв. мп, 479, 544 минп, 65 зенад (1980, 1984, 1988, 1992 зенап), 461 зенап озадн       | 42 отп, 713, 722, 881 сап                                                          | -                              | 1 гв. шисбр, 57 исбр, 89, 104 пмб | 142 орро                       |
| 01.11.1944 (2-й Белорусский фронт) | 29 ск (73, 217, 399 сд), 42 ск (137, 170, 194 сд), 53 ск (17, 96 сд), 102 сд                                          | 8 акп: 15 адп (31 гв., 35 габр, 85 тгабр, 106 габр БМ, 18 минбр); 68 пабр, 41 гв., 1099 кпап, 49 гап, 5, 13, 15 иптабр, 220 гв. иптап, 479 минп, 65 зенад (1980, 1984, 1988, 1992 зенап), 461 зенап, 293, 551 зенпулр                        | 79 гв. отп, 342 и 365 гв. тсап, 881 сап                                            | -                              | 1 гв. шисбр, 57 исбр, 89, 104 пмб | 142 орро                       |
| 01.12.1944 (2-й Белорусский фронт) | 29 ск (73, 102, 194, 217 сд), 42 ск (137, 170, 399 сд), 53 ск (17, 96 сд)                                             | 15 адп (31 гв., 35 габр, 85 тгабр, 18 минбр), 68 пабр, 5, 13 (без 520 иптап), 15 иптабр, 220 гв. иптап, 479 минп, 65 зенад (1980, 1984, 1988, 1992 зенап), 461 зенап                                                                         | 342 гв. тсап, 1902 сап                                                             | -                              | 57 исбр, 104 пмб                  | 142 орро                       |
| 01.01.1945 (2-й Белорусский фронт) | 29 ск (73, 102 сд), 42 ск (137, 170, 399 сд), 53 ск (96, 194 сд), 17, 217 сд                                          | 15 адп (31 гв. тгабр, 35 габр, 85 тгабр, 106 габр БМ, 18 минбр), 68 пабр, 16 гв. гап, 41 гв., 557 кап, 5 и 13 иптабр, 220 гв. иптап, 286, 479 минп, 65 зенад (1980, 1984, 1988, 1992 зенап), 461 зенап                                       | 342 гв. тсап, 881, 1902 сап                                                        | -                              | 1 гв. шисбр, 57 исбр, 104 пмб     | 34 ооб, 142 орро               |
| 01.02.1945 (2-й Белорусский фронт) | 29 ск (73, 102, 217 сд), 42 ск (137, 170, 399 сд), 53 ск (17, 96, 194 сд)                                             | 15 адп (206 лабр, 31 гв., 35 габр, 85 тгабр, 106 габр БМ, 18 минбр), 68 пабр, 2 кабр, 557 кап, 4, 5, 13, 27 иптабр, 220 гв. иптап, 19 минбр, 286, 479 минп, 5 гв. мбр, 6, 77 и 84 гв. мп, 65 зенад (1980, 1984, 1988, 1992 зенап), 461 зенап | 23 гв. тбр, 29 гв. ттбр, 342 гв. тсап, 881, 1199, 1902 сап                         | -                              | 1 гв. шисбр, 57 исбр              | 34 ооб, 142 орро               |
| 01.03.1945 (3-й Белорусский фронт) | 29 ск (73, 102, 194, 217 сд), 42 ск (137, 170 сд), 53 ск (17, 96, 399 сд), 152 УР                                     | 15 адп (206 лабр, 31 гв., 35 габр, 85 тгабр, 106 габр БМ, 18 минбр), 68 пабр, 392 кап, 5, 13 иптабр, 220 гв. иптап, 479 минп, 6 и 84 гв. мп, 66 зенад (1981, 1985, 1989, 1993 зенап), 461 зенап                                              | 23 гв. тбр, 881, 1199, 1902 сап                                                    | -                              | 57 исбр, 8 пмбр                   | 142 орро                       |
| 01.04.1945 (3-й Белорусский фронт) | 29 ск (73, 102, 217 сд), 42 ск (137, 170, 399 сд), 53 ск (17, 96, 194 сд), 152 УР                                     | 68 пабр, 5, 13 иптабр, 220 гв. иптап, 479 минп, 6 гв. мп, 66 зенад (1981, 1985, 1989, 1993 зенап), 461 зенап | 881, 1199, 1902 сап                                                                | -                              | 57 исбр, 8 пмбр                   | 142 орро                       |
| 01.05.1945 (3-й Белорусский фронт) | 29 ск (73, 102, 217 сд), 42 ск (137, 170, 399 сд), 53 ск (17, 96, 194 сд), 152 УР                                     | 7 гв. лабр (3 гв. адп), 22 гв.пабр (3 гв. адп), 68 пабр, 8 гв. габр (3 гв. адп), 392, 570 кап, 2 пап ОМ, 220 гв. иптап, 479 минп, 6 гв. мп, 66 зенад (1981, 1985, 1989, 1993 зенап), 461 зенап                                               | 253 инж. тп (4 шисбр), 513 огнём. тп (4 шисбр), 881, 1199, 1902 сап, 271 омб ОСНАЗ | -                              | 4 шисбр, 57 исбр, 8 пмбр          | 33 ооб, 142 орро               |